# Pringle Bay
Pringle Bay (afrikaans: Pringlebaai) ist ein Ort in der Lokalgemeinde Overstrand, im Distrikt Overberg der südafrikanischen Provinz Westkap. Die Siedlung liegt zwischen den Küstenorten Betty’s Bay und Rooiels an der Ostseite der False Bay, etwa 85 Kilometer südöstlich von Kapstadt entfernt und am Rande des Kogelberg Nature Reserve.
Benannt ist der Ort nach Konteradmiral Thomas Pringle, der zwischen 1796 und 1798 Marinebefehlshaber der Kapkolonie war.

## Bevölkerung
2011 hatte der Ort 801 Einwohner in 428 Haushalten.

## Sehenswertes
- Kogelberg Nature Reserve, erstes Biosphärenreservat Südafrikas, das auch als Heart of the Cape Floral Kingdom bezeichnet wird[3][4]
- Drostergat-Höhle
  - bekannt als Versteck für geflohene Sträflinge und entlaufene Sklaven im 18. Jahrhundert; sie befindet sich auf privatem Grund.

## Verkehr
Pringle Bay kann auf dem Landweg von Kapstadt entlang der Küste aus Richtung Somerset West über die Regionalstraße R44 erreicht werden.